# Dmitrij Kombarov
Dmitrij Vladimirovič Kombarov (rusky Дмитрий Владимирович Комбаров; * 22. ledna 1987, Moskva, RSFSR, Sovětský svaz) je bývalý ruský fotbalový záložník. Jeho bratr–dvojče Kirill Kombarov je také bývalý fotbalista, společně působili ve Spartaku i Dynamu Moskva.

## Klubová kariéra
- FK Spartak Moskva (mládež)
- FK Dynamo Moskva (mládež)
- FK Dynamo Moskva 2006–2010
- FK Spartak Moskva 2010–2019
- PFK Křídla Sovětů Samara 2019–2021

## Reprezentační kariéra
V A-mužstvu Ruska debutoval 29. 2. 2012 v přátelském utkání v Kodani proti reprezentaci Dánska (výhra 2:0).

### EURO 2012
Zúčastnil se EURA 2012 v Polsku a na Ukrajině, nicméně byl pouze náhradníkem, nezasáhl do žádného zápasu svého mužstva v základní skupině A. Ruský tým skončil se 4 body na nepostupovém třetím místě skupiny.

### MS 2014
Italský trenér Ruska Fabio Capello jej vzal na Mistrovství světa 2014 v Brazílii, kde Rusové obsadili se dvěma body nepostupové třetí místo v základní skupině H.

### EURO 2016
Trenér Leonid Sluckij jej zařadil do závěrečné 23členné nominace na EURO 2016 ve Francii, kde Rusko obsadilo se ziskem jediného bodu poslední čtvrté místo v základní skupině B. Kombarov odehrál na turnaji jeden zápas svého týmu ve skupině B (prohra 0:3 s Walesem).